# Hilary Barte
Hilary Barte (* 17. November 1988) ist eine ehemalige US-amerikanische Tennisspielerin. 

## Karriere
Ihr größter Erfolg bei Grand-Slam-Turnieren war das Erreichen der zweiten Runde im Damendoppel der US Open 2011. Ihren einzigen Titel erreichte sie 2007 beim mit 10.000 US-Dollar dotierten ITF-Turnier in Obregón. Seit Juli 2011 hatte sie kein professionelles Tennisturnier mehr bestritten.

## Erfolge

### Einzel

#### Turniersiege
| Nr. | Datum          | Turnier | Kategorie   | Belag     | Finalgegnerin       | Ergebnis |
| --- | -------------- | ------- | ----------- | --------- | ------------------- | -------- |
| 1.  | 28. April 2007 | Obregón | ITF $10.000 | Hartplatz | Erika Clarke-Magana | 6:0, 6:2 |